# 39285 Kipkeino
39285 Kipkeino este o planetă minoră (asteroid), cu un diametru de 17,602 km, din Asteroid troian al lui Jupiter. A fost descoperită pe 26 ianuarie 2001 la Observatorul Național Kitt Peak de Spacewatch și a fost numită după Kipchoge Keino⁠(d). 
Obiectul prezintă o orbită caracterizată de o semiaxă mare de 5,1630282 UAi, o excentricitate de 0,0797355, o înclinație de 6,49402 ° în raport cu ecliptica.